# David Odonkor
David Odonkor, nemški nogometaš in trener, * 21. februar 1984, Bünde, Zahodna Nemčija.